# فور پوینتس
فور پوینتس (انگلیسی: Four Points) شرکت مهمان‌نوازی آمریکایی است، که در سالذ۱۹۹۵ تأسیس شد.